# Swan Valley West
Swan Valley West es un municipio canadiense situado en la provincia de Manitoba.

## Superficie
Swan Valley West tiene una superficie de 1716,84 km².

## Demografía
En 2021, tenía 2759 habitantes, una densidad poblacional de 1,6 hab./km², y 1232 viviendas.